# Leopold Hellerich
Leopold Hellerich (* 26. März 1990 in Wien) ist ein ehemaliger österreichischer Handballspieler.

## Karriere
Der gebürtige Wiener begann seine aktive Profi-Karriere 2009 bei den Aon Fivers Margareten. Davor war er bereits für denselben Verein in diversen Jugendligen aktiv. Mit Aon Fivers gewann er 2011 die Österreichische Meisterschaft und 2012 den ÖHB-Cup. 2013 konnte er den ÖHB-Cup erneut nach Wien holen. Nach der Saison 2013/14 beendete der Flügelspieler seine aktive Handball Karriere.

## Erfolge
- 1× Österreichischer Meister (mit den Aon Fivers)
- 2× Österreichischer Pokalsieger (mit den Aon Fivers)

## HLA-Bilanz
| Saison    | Verein                         | Spielklasse | Tore | 7-Meter | Feldtore |
| --------- | ------------------------------ | ----------- | ---- | ------- | -------- |
| 2009/10   | Handballclub Fivers Margareten | HLA         | 0    | 0/0     | 0        |
| 2010/11   | Handballclub Fivers Margareten | HLA         | 13   | 0/0     | 13       |
| 2011/12   | Handballclub Fivers Margareten | HLA         | 27   | 0/0     | 27       |
| 2012/13   | Handballclub Fivers Margareten | HLA         | 55   | 0/0     | 55       |
| 2013/14   | Handballclub Fivers Margareten | HLA         | 14   | 0/0     | 14       |
| 2009–2014 | gesamt                         | HLA         | 109  | 0/0     | 109      |